# Генриково (Лещинський повіт)
Генриково (пол. Henrykowo) — село в Польщі, у гміні Свенцехова Лещинського повіту Великопольського воєводства.
Населення — 226 осіб (2011).
У 1975-1998 роках село належало до Лешненського воєводства.

## Демографія
Демографічна структура станом на 31 березня 2011 року:
|          | Загалом | Допрацездатний вік | Працездатний вік | Постпрацездатний вік |
| -------- | ------- | ------------------ | ---------------- | -------------------- |
| Чоловіки | 129     | 37                 | 86               | 6                    |
| Жінки    | 97      | 18                 | 69               | 10                   |
| Разом    | 226     | 55                 | 155              | 16                   |